# لوئیس مافوتا
لوئیس مافوتا (انگلیسی: Louis Mafouta؛ زادهٔ ۲ ژوئیهٔ ۱۹۹۴) بازیکن فوتبال اهل فرانسه است.
از باشگاه‌هایی که در آن بازی کرده‌است می‌توان به اشاره کرد.
وی همچنین در تیم ملی فوتبال جمهوری آفریقای مرکزی بازی کرده‌است.